# Anthurium maguirei
Anthurium maguirei är en kallaväxtart som beskrevs av Alex Drum Hawkes. Anthurium maguirei ingår i släktet Anthurium och familjen kallaväxter. Inga underarter finns listade.